# Pecylocyna
Pecylocyna (łac. pecilocinum) – wielofunkcyjny organiczny związek chemiczny, lek przeciwgrzybiczy, pochodna pirolidyny.

## Historia
Pecylocyna została wyizolowana ze szczepu Paecitomyces varioti Bainer var. antibioticus przez zespół japońskiego mikrobiologa doktora Setsuo Takeuchiego na Uniwersytecie Tokijskim w 1959 roku.

## Zastosowanie
Pecylocyna jest stosowana w następujących wskazaniach:
- grzybica skóry (np. łupież pstry),
- grzybica paznokci,
- grzybica skóry owłosionej (np. grzybica strzygąca).

Działa grzybostatycznie na grzyby z rodzajów Blastomyces, Cryptococcus, Epidermophyton, Microsporum oraz Trichophyton, natomiast nie działa na Candida albicans.

## Działania niepożądane
Pecylocyna powoduje podrażnienie skóry u 2–6,5% pacjentów. Opisano przypadki nadwrażliwości kontaktowej.